# Драган Павлович–Латас
Драган Павлович–Латас (на македонска литературна норма: Драган Павловиќ Латас) е северномакедонски журналист от сръбски произход.

## Биография
Драган Павлович–Латас е роден на 25 февруари 1960 година в Скопие, тогава в Социалистическа федеративна република Югославия, днес в Северна Македония. Внук е на югославския партизанин от сръбски произход Драган Павлович (1908 – 1942). Той е главен редактор на телевизия „Сител“ и вестника „Вечер“. Избиран е за журналист на годината в Република Македония през 1995, 1998, 2000, 2001 и 2002 година. Обвиняван е, че си сътрудничи със сръбските тайни служби по време на войните в Югославия. Вестник „Време“ публикува разсекретени документи, които потвърждават, че през 1999 година Латас организира нападение над Американското посолство от страна на сръбските служби.